# Bristol Sycamore

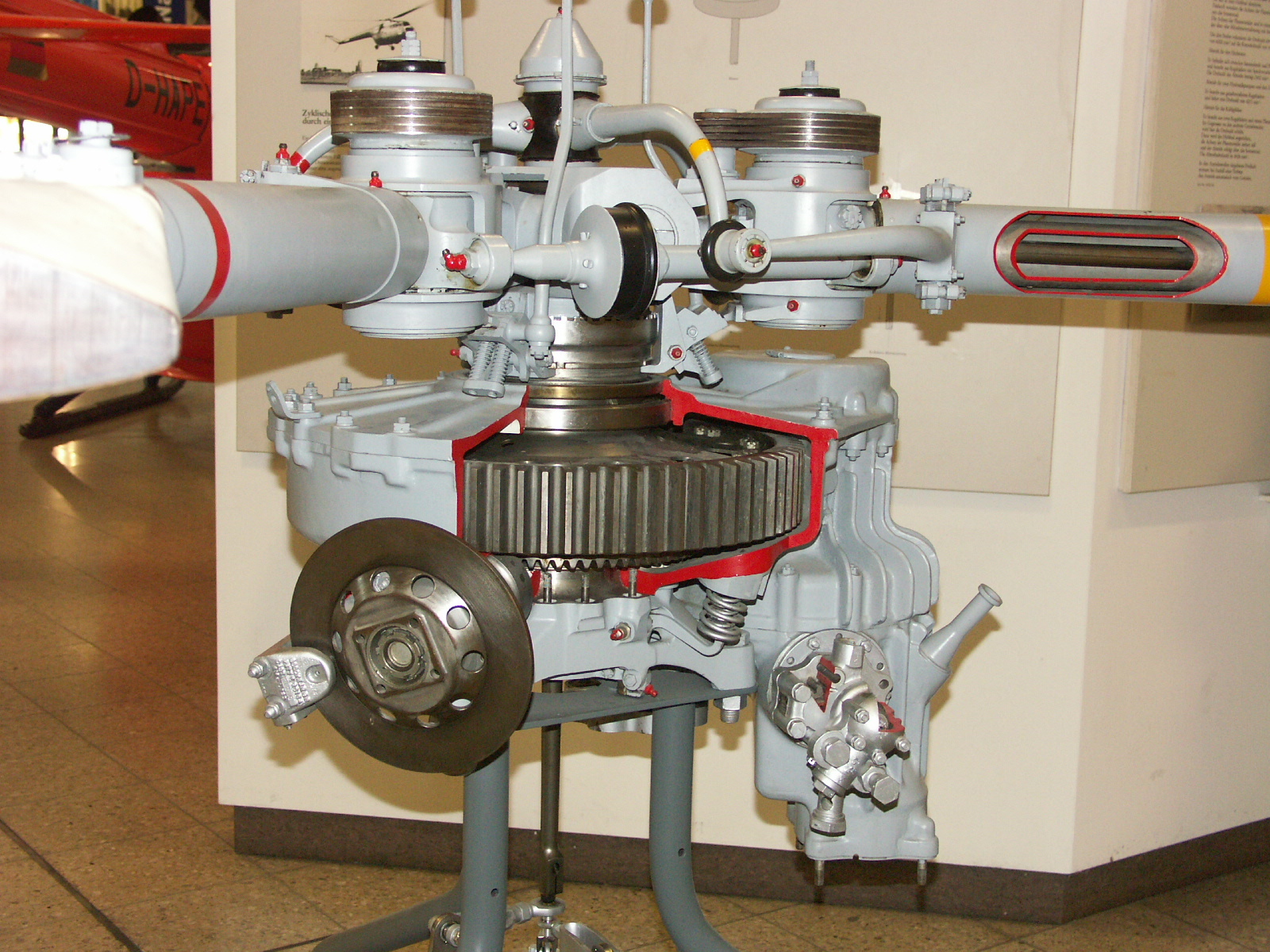
Ophanging roterbladen.

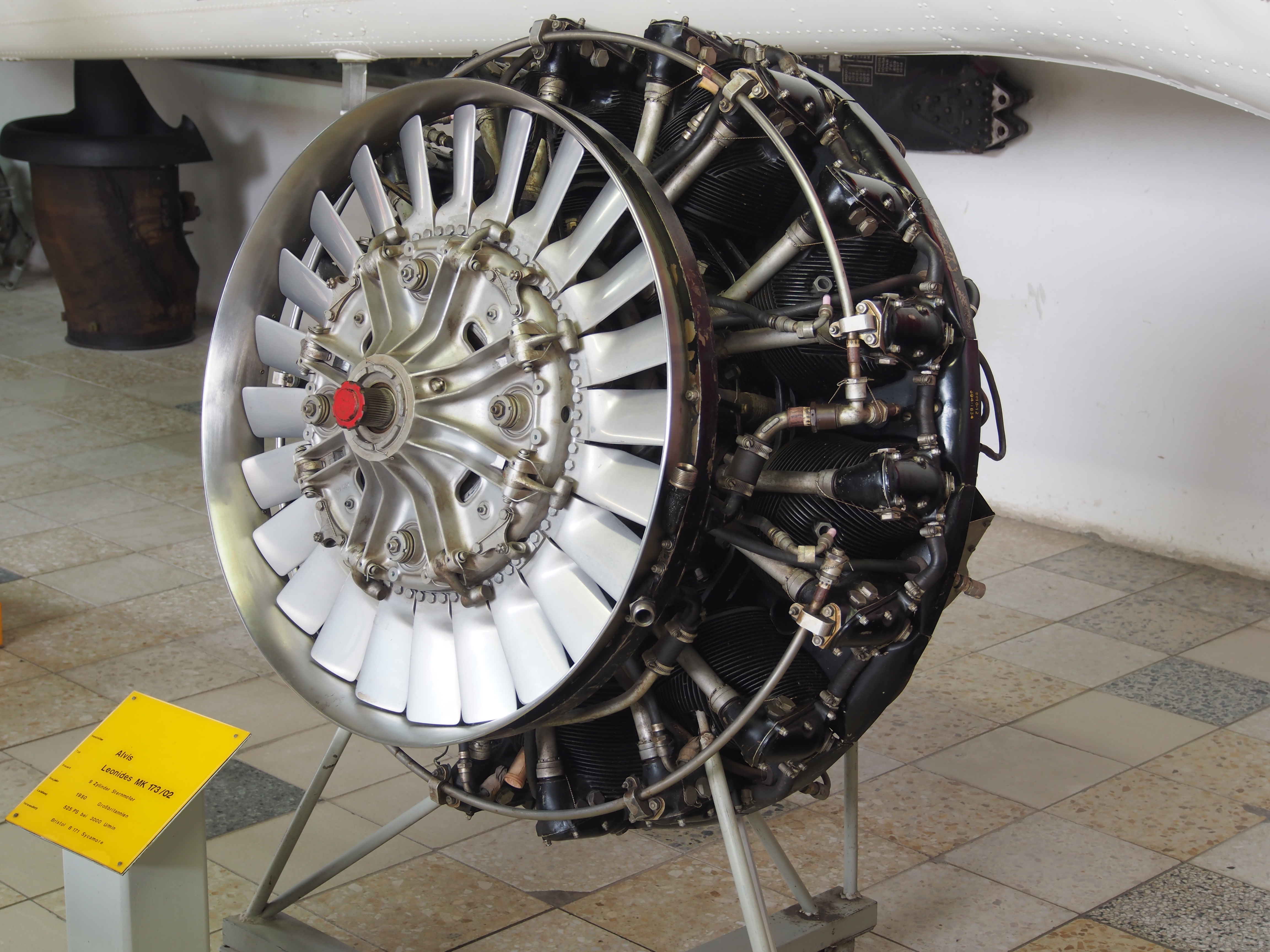
Alvis Leonides motor.

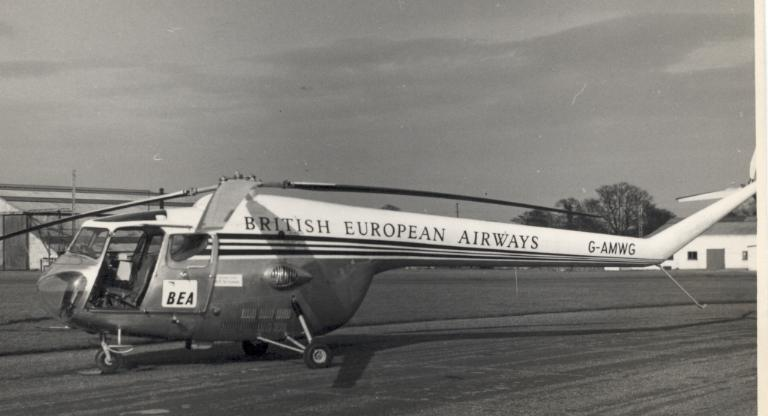
Een Sycamore van British European Airways op Gatwick.

De Bristol Type 171 Sycamore was een helikopter ontwikkeld en gebouwd door de helikopterdivisie van de Bristol Aeroplane Company. Het was de eerste Britse helikopter die een luchtwaardigheidscertificaat heeft ontvangen en de eerste die in dienst kwam bij de Royal Air Force (RAF).
De helikopter werd gebruikt voor het transport van passagiers, maximaal 3, en vracht. De RAF gebruikte het toestel voor zoek- en reddingsdiensten en de evacuaties. Het is gebruikt door het Britse leger, onder andere, bij de guerrilla in Maleisië (1948-1960), bij conflicten op Cyprus (1955-1959) en in Aden. Civiele maatschappijen gebruikten de helikopter voor personen- en vrachttransport, opsporing en reddingsoperaties en luchtonderzoek.
In 1959 werd de productie van de Sycamore gestaakt. In totaal zijn er zo'n 180 stuks van gemaakt.  

## Ontwikkeling en productie
Tegen het einde van de Tweede Wereldoorlog kreeg de overheid en het leger meer belangstelling voor de ontwikkeling van helikopters. In antwoord hierop nam de Bristol Aeroplane Company het bedrijf van de Oostenrijkse ontwerper Raoul Hafner over. In 1935 had hij al een eerste helikopter gemaakt en hij werd de hoofdontwerper van de helikopterdivisie van BAC.
Het eerste ontwerp was een geheel nieuwe helikopter voor vier personen, die de naam Sycamore kreeg. De naam kwam van het sycamore-zaadje (Nederlands: gewone esdoorn) dat met een roterende beweging valt en verder een grote gelijkenis vertoont met de bolvormige cabine, de slanke staartboom en hoog gemonteerde staartrotor.
Het prototype vloog voor het eerst op 27 juli 1947, aangedreven door een Pratt & Whitney Wasp Junior-motor met een vermogen van 450 pk.
De Sycamore was de eerste door Britse ontworpen helikopter die in productie ging en een certificaat van luchtwaardigheid kreeg. Het kwam ook in dienst bij de RAF.

## Versies
De tweede versie, de Mk.2, vloog in september 1949 met een 550 pk Alvis Leonides-motor. Deze motor met negen cilinders en een cilinderinhoud van 11,8 liter was zo succesvol dat deze ook in alle volgende versies werd gebruikt. In 1951 werd een Mk.2 gebruikt voor vliegtests op het dek van het vliegdekschip HMS Triumph van de Royal Navy.
De Mk.3 had een kortere neus en een bredere romp. De capaciteit werd verhoogd van vier naar vijf inzittenden. Deze versie kreeg in totaal vier deuren. Hiervan zijn er 23 exemplaren gebouwd.
Het belangrijkste productiemodel was de Mk.4, waarvan er 154 zijn gebouwd. Hier kwam de piloot aan de rechterkant te zitten.
Bij het leger werd de Sycamore aangeduid als HC, terwijl Bristol Type 171 bij civiele gebruikers in gebruik was.

## Trivia
Het Koninklijk Museum van het Leger en de Krijgsgeschiedenis in Brussel heeft een exemplaar in de collectie.